# Aminophylline
Aminophylline là một hợp chất của thuốc giãn phế quản theophylline với ethylenediamine theo tỷ lệ 2:1. Ethylenediamine cải thiện khả năng hòa tan và aminophylline thường được tìm thấy dưới dạng dihydrate.
Aminophylline ít mạnh hơn và tác dụng ngắn hơn so với theophylin. Công dụng phổ biến nhất của nó là trong điều trị tắc nghẽn đường thở do hen hoặc COPD. Aminophylline là một chất đối kháng thụ thể adenosine không chọn lọc và chất ức chế phosphodiesterase.

## Sử dụng trong y tế
Aminophylline tiêm tĩnh mạch có thể được sử dụng để làm trầm trọng thêm các triệu chứng và tắc nghẽn đường thở trong bệnh hen suyễn và các bệnh phổi mãn tính khác như COPD, khí phế thũng và viêm phế quản mãn tính. Nó được sử dụng như một chất bổ sung cho thuốc chủ vận chọn lọc beta-2 dạng hít và corticosteroid có hệ thống.
Aminophylline được sử dụng để đảo ngược truyền dịch dựa trên regadenoson, dipyridamole hoặc adenosine trong thử nghiệm căng thẳng tim mạch hạt nhân. Amiophylline cũng đã được báo cáo là có hiệu quả trong việc ngăn ngừa nhịp tim chậm trong các can thiệp tim mạch phức tạp.
Aminophylline đã cho thấy một số tiềm năng như một chất làm giảm bodyfat khi được sử dụng như một loại kem bôi. Aminophylline cũng là một lựa chọn điều trị cho sốc phản vệ.
Mặc dù nó đã được đề xuất sử dụng trong các bằng chứng ngừng tim không hỗ trợ lợi ích.

## Tác dụng phụ
Aminophylline có thể dẫn đến độc tính theophylin. Aminophylline đã được tìm thấy để làm giảm tác dụng an thần của propofol  và giảm tác dụng chống động kinh topiramate.

## Tính chất
Nó hòa tan trong nước nhiều hơn theophylline. Các hạt hoặc bột màu trắng hoặc hơi vàng, có mùi ammoniac nhẹ và vị đắng. Khi tiếp xúc với không khí, nó dần mất ethylenediamine và hấp thụ carbon dioxide với sự giải phóng theophylline tự do. Các giải pháp của nó là kiềm. 1 g hòa tan trong 25 mL nước để cho dung dịch trong suốt; 1 g hòa tan trong 5 mL nước kết tinh khi đứng, nhưng tái phân phối khi thêm một lượng nhỏ ethylenediamine. Không hòa tan trong rượu và trong ether.

## Tên biệt dược
- Euphyllin
- Phyllocontin
- Truphylline
- Minomal R 175 mg viên nén
- Minomal R 350 mg viên nén
- Minomal SR 600 mg viên nén